# Темплар, Ричард
Ричард Темплар (англ. Richard Templar) — английский писатель и издатель, автор многочисленных бестселлеров, содержащих правила и рекомендации по саморазвитию, карьерному росту и достижению успеха в жизни. В общей сложности Темплар написал несколько десятков книг на данную тематику. До того как основать издательство вместе со своей супругой, Темплар сменил множество профессий. Он был управляющим казино, финансовым менеджером, бизнес-консультантом, специалистом по управлению стрессом и даже экскурсоводом. Свой жизненный и профессиональный опыт Темплар использовал в том числе при написании серии книг о «Правилах…» («Правила карьеры», «Правила менеджмента», «Правила жизни» и т. д.), которые принесли автору наибольшую популярность.

## Книги
- Ричард Темплар. Правила карьеры: Все, что нужно для служебного роста. — М.: Альпина Паблишер, 2011. — ISBN 978-5-9614-1127-0.
- Ричард Темплар. Правила менеджмента: Как ведут себя успешные руководители. — М.: Альпина Паблишер, 2011. — ISBN 978-5-9614-0852-2.
- Ричард Темплар. Правила жизни: Как добиться успеха и стать счастливым. — М.: Альпина Паблишер, 2011. — ISBN 978-5-9614-1641-1.
- Ричард Темплар. Правила богатства: Свой путь к благосостоянию. — М.: Альпина Паблишер, 2011. — ISBN 978-5-9614-1668-8.
- Джей Росс, Ричард Темплар. Энциклопедия менеджера: Алгоритмы эффективной работы — М.: Альпина Паблишер, 2006. — ISBN 5-9614-0261-4.
- Ричард Темплар. Правила родителей. — М.:Альпина Нон-фикшн, 2012. — ISBN 978-5-91671-156-1.
- Ричард Темплар. Правила достижения цели: Как получать то, что хочешь. — М.: Альпина Нон-фикшн, 2012. — ISBN 978-5-91671-167-7
- Ричард Темплар. Правила любви. — М.:Альпина Нон-фикшн, 2011. — ISBN 978-5-91671-145-5.
- Ричард Темплар. Правила самоорганизации: Как все успевать, не напрягаясь. — М.: Альпина Нон-фикшн, 2011. — ISBN 978-5-91671-083-0
- Ричард Темплар. Правила снижения веса: Как худеть, не чувствуя себя несчастным. — М.: Альпина Нон-фикшн, 2010. — ISBN 978-5-91671-077-9
- Richard Templar. Rules of Work, The: The Unspoken Truth About Getting Ahead in Business. Published by FT Press, 2005. ISBN 0-13-185838-6, ISBN 978-0-13-185838-1.
- Richard Templar. Rules of Money, The: How to Make It and How to Hold on to It. Published by FT Press, 2007. ISBN 0-13-239410-3, ISBN 978-0-13-239410-9.
- Richard Templar. Rules of Management, The: A Definitive Code for Managerial Success. Published by FT Press, 2005. ISBN 0-13-187036-X, ISBN 978-0-13-187036-9.
- Richard Templar. Rules of Life, The: A Personal Code for Living a Better, Happier, More Successful Life. Published by FT Press, 2006. ISBN 0-13-174396-1, ISBN 978-0-13-174396-0.